# Трој (Њу Хемпшир)
Трој (енгл. Troy) насељено је место без административног статуса у америчкој савезној држави Њу Хемпшир.

## Демографија
По попису из 2010. године број становника је 1.221.
| Група             | 2000.    | 2010.         |
| Белци             | 0 (0,0%) | 1.168 (95,7%) |
| Афроамериканци    | 0 (0,0%) | 11 (0,9%)     |
| Азијати           | 0 (0,0%) | 12 (1,0%)     |
| Хиспаноамериканци | 0 (0,0%) | 14 (1,1%)     |
| Укупно            | 0        | 1.221         |